# Bugatti ID 90
La Bugatti ID 90 est un prototype marquant la renaissance de Bugatti dans les années 1990. Il a été présenté au salon automobile de Turin de 1990. Ce prototype mènera à la série de prototypes produits dans les années 90 par la marque.

## Nom
Les initiales ID sont celles d'ItalDesign, 90 désignant l'année.

## Caractéristiques
Elle est équipée d'un moteur V12 3.5L 60V, avec une vitesse maximale de 280 km/h.

## Design
La voiture a été dessinée par ItalDesign en 1989. Son design n'a pas cependant convaincu le dirigeant de Bugatti d'alors, Romano Artioli, qui n'a pas souhaité y donner suite. Ses lignes rappellent cependant la EB110. Et le design a été repris pour la Nazca de BMW.

## Sources
1. ↑  Gautier Bottet, « Les concepts ItalDesign : Bugatti ID90 (1990) », sur Leblogauto.com, 18 juillet 2016 (consulté le 29 août 2020)
2. ↑  (en) Lambo V10, « Bugatti ID90 - Giugiaro's Vision », sur DriveTribe, 7 septembre 2019 (consulté le 29 août 2020)
3. ↑  (en-US) « Bugatti ID 90 Concept », sur Supercars.net, 6 avril 2016 (consulté le 29 août 2020)
4. ↑  (en) « Bugatti ID 90 And EB 112, EB 118, EB 218: Concept We Forgot », sur Motor1.com (consulté le 29 août 2020)
5. ↑  « Bugatti ID 90 | Concept Cars | Diseno-Art », sur www.diseno-art.com (consulté le 29 août 2020)
6. ↑  (en-US) « Bugatti Ital Design ID 90 », sur Supercar Nostalgia (consulté le 29 août 2020)